# Collonges-et-Premières
Pour les articles homonymes, voir Collonges.
Collonges-et-Premières est une commune nouvelle française résultant de la fusion des communes de Collonges-lès-Premières et Premières le 28 février 2019, située dans le département de la Côte-d'Or en région Bourgogne-Franche-Comté.

## Géographie
La commune est située à 20 kilomètres de Dijon, 5 kilomètres de Genlis et 10 kilomètres d’Auxonne.

### Communes limitrophes
| Beire-le-Fort      | Longchamp              | Magny-Montarlot            |
| Longeault-Pluvault | Collonges-et-Premières | Athée (par un quadripoint) |
| Pluvet             | Soirans                | Villers-les-Pots           |

## Urbanisme

### Typologie
Au 1er janvier 2024, Collonges-et-Premières est catégorisée bourg rural, selon la nouvelle grille communale de densité à 7 niveaux définie par l'Insee en 2022.
Elle est située hors unité urbaine. Par ailleurs la commune fait partie de l'aire d'attraction de Dijon, dont elle est une commune de la couronne,. Cette aire, qui regroupe 333 communes, est catégorisée dans les aires de 200 000 à moins de 700 000 habitants,.

## Histoire
La commune est créée au 28 février 2019 par un arrêté préfectoral du 14 février 2019 sous le nom fautif de « Collonges et Premières ».
Un arrêté correctif publié le 28 février 2019, annulant le précédent, attribue finalement à la commune le nom de « Collonges-et-Premières ».

## Politique et administration

### Liste des maires
| Période                                  | Période  | Identité               | Étiquette | Qualité |
| ---------------------------------------- | -------- | ---------------------- | --------- | ------- |
| vers 1970                                |          | Charles Joets          |           |         |
| 1989                                     | 1995     | Jean-Claude Chignardet |           |         |
| 2019                                     | 2022     | Philippe Petit         |           |         |
| avril 2022                               | En cours | Vincent Crouzier       |           |         |
| Les données manquantes sont à compléter. |          |                        |           |         |

### Communes déléguées
| Nom                             | Code Insee | Intercommunalité           | Superficie (km2) | Population (dernière pop. légale) | Densité (hab./km2) |
| ------------------------------- | ---------- | -------------------------- | ---------------- | --------------------------------- | ------------------ |
| Collonges-lès-Premières (siège) | 21183      | CC de la Plaine Dijonnaise | 9,42             | 896 (2017)                        | 95                 |
| Premières                       | 21507      | CC de la Plaine Dijonnaise | 3,14             | 141 (2017)                        | 45                 |

## Population et société

### Démographie
L'évolution du nombre d'habitants est connue à travers les recensements de la population effectués dans la commune depuis sa création.

En 2022, la commune comptait 1 067 habitants, en évolution de +4,4 % par rapport à 2016 (France hors Mayotte : +2,11 %).
| 2015  | 2020  | 2022  |
| ----- | ----- | ----- |
| 1 016 | 1 064 | 1 067 |

### Vie locale
Une médiathèque a été construite au-dessus de la mairie, les travaux ont été finalisés courant 2018 : elle dispose d'ordinateurs, et d'un plus grand choix de livres qu'auparavant.

## Culture locale et patrimoine

### Lieux et monuments
L'ancienne commune de Collonges-lès-premières hébergeait une sucrerie ; partiellement détruite depuis. L'absence d’église à Collonges-lès-Premières s'explique par la présence d'une église à Premières.